# 乌兹别克斯坦LGBT权益
女同性戀、男同性戀、雙性戀與跨性別者在烏茲別克的權益不受法律保障。根據1994年通過的刑法典，在烏茲別克，男性同性性行為是非法行為，最高可被判處三年有期徒刑，但女性同性性行為則合法。